# XVIII Giochi del Commonwealth
I XVIII Giochi del Commonwealth si tennero a Melbourne, Australia, tra il 15 e il 26 marzo 2006. Fu l'evento sportivo più grande mai svoltosi nella città australiana, superando nettamente in termini di squadre, atleti ed eventi i Giochi della XVI Olimpiade del 1956.
Le cerimonie di apertura e chiusura, come successo ai Giochi olimpici di 50 anni prima, si tennero al Melbourne Cricket Ground.
La mascot dei giochi era Karak, un Cacatua nero dalla coda rossa, una specie di Cacatuidae in via di estinzione.

## Sviluppo e preparazione

### Sedi di gara
Durante i Giochi del Commonwealth 2006 sono stati utilizzati i seguenti impianti.

#### Impianti
Melbourne
- Melbourne Cricket Ground: Cerimonie (apertura e chiusura) e atletica
- Melbourne Exhibition Centre: Badminton, pugilato e sollevamento peso
- Melbourne Gun Club, Melbourne International Shooting Club: tiro a volo
- Melbourne Sports and Aquatic Centre: Sport acquatici, squash e tennistavolo
- Melbourne Park Multi-Purpose Venue: finali di basket, ciclismo su pista e finali di netball
- Rod Laver Arena: ginnastica
- Circuito Royal Botanic Gardens: ciclismo su strada
- State Lawn Bowls Centre: Lawn Bowls
- State Netball Hockey Centre: Qualificazioni netball e hockey su prato
- St Kilda: triathlon e prova a cronometro di ciclismo
- Docklands Stadium: rugby a 7

Ballarat
- Ballarat Minerdome: basket

Bendigo
- Bendigo Stadium: basket
Wellsford Rifle Range: tiro a volo

Geelong
- Geelong Arena: basket

Lysterfield Park
- State Mountain Bike Course: mountain bike

Traralgon
- Traralgon Sports Stadium: basket

## I Giochi

### Paesi partecipanti
Ai Giochi del Commonwealth 2006 parteciparono 71 paesi, territori e regioni del Commonwealth. In ordine alfabetico:
- Anguilla
- Antigua e Barbuda
- Australia
- Bahamas
- Bangladesh
- Barbados
- Belize
- Bermuda
- Botswana
- Isole Vergini Britanniche
- Brunei
- Camerun
- Canada
- Isole Cayman
- Isole Cook
- Cipro
- Dominica
- Inghilterra
- Isole Falkland
- Figi
- Gambia
- Ghana
- Gibilterra
- Grenada
- Guernsey
- Guyana
- India
- Isola di Man
- Giamaica
- Jersey
- Kenya
- Kiribati
- Lesotho
- Malawi
- Malaysia
- Maldive
- Malta
- Mauritius
- Montserrat
- Mozambico
- Namibia
- Nauru
- Nuova Zelanda
- Nigeria
- Niue
- Isola Norfolk
- Irlanda del Nord
- Pakistan
- Papua Nuova Guinea
- Sant'Elena, Ascensione e Tristan da Cunha
- Saint Kitts e Nevis
- Saint Lucia
- Saint Vincent e Grenadine
- Samoa
- Scozia
- Seychelles
- Sierra Leone
- Singapore
- Isole Salomone
- Sudafrica
- Sri Lanka
- eSwatini
- Tanzania
- Tonga
- Trinidad e Tobago
- Turks e Caicos
- Tuvalu
- Uganda
- Vanuatu
- Galles
- Zambia

### Sport
Il programma dei XVIII Giochi del Commonwealth vide disputarsi 16 sport, 12 individuali e 4 di squadra, per un totale di 247 eventi.
- Atletica leggera
- Badminton
- Ciclismo
  -  Ciclismo su strada
  -  Ciclismo su pista
  -  MTB
- Ginnastica
  -  Ginnastica artistica
  -  Ginnastica ritmica
- Hockey su prato
- Lawn bowls
- Netball
- Pallacanestro
- Pugilato
- Rugby a 7
- Sollevamento pesi
- Sport acquatici
  -  Nuoto
  -  Nuoto sincronizzato
  -  Tuffi
- Squash
- Tennis tavolo
- Tiro
- Triathlon

### Calendario
| ● | Cerimonia di apertura | ● | Competizioni | ● | Finali | ● | Cerimonia di chiusura |

| Marzo                 | 15 | 16 | 17 | 18 | 19 | 20 | 21 | 22 | 23 | 24 | 25 | 26 | Totale |
| --------------------- | -- | -- | -- | -- | -- | -- | -- | -- | -- | -- | -- | -- | ------ |
| Atletica leggera      |    |    |    |    | 3  | 10 | 6  | 6  | 8  | 9  | 11 |    | 53     |
| Badminton             |    | ●  | ●  | ●  | ●  | ●  | ●  | ●  | ●  | ●  | ●  | 5  | 5      |
| Ciclismo              |    | 3  | 3  | 3  | 3  |    | 2  |    | 2  |    |    | 2  | 18     |
| Ginnastica            |    | 1  | 1  | 2  |    | 5  | 5  |    |    | 1  | 1  | 4  | 24     |
| Hockey su prato       |    | ●  | ●  | ●  | ●  | 2  | ●  | 2  | ●  | 2  |    |    | 6      |
| Lawn bowls            |    |    |    |    |    | 2  |    | 2  |    | 2  |    |    | 6      |
| Netball               |    |    | ●  | ●  | ●  | ●  | ●  | ●  | ●  | ●  | ●  | 1  | 1      |
| Nuoto                 |    | 5  | 5  | 9  | 5  | 11 | 7  |    |    |    |    |    | 42     |
| Nuoto sincronizzato   |    |    |    | ●  | 2  |    |    |    |    |    |    |    | 2      |
| Pallacanestro         |    | ●  | ●  | ●  | ●  | ●  | ●  | ●  | ●  | 1  | 1  |    | 2      |
| Pugilato              |    |    | ●  | ●  | ●  | ●  | ●  | ●  | ●  |    | 11 |    | 11     |
| Rugby a 7             |    | ●  | 1  |    |    |    |    |    |    |    |    |    | 1      |
| Sollevamento pesi     |    | 2  | 2  | 2  | 2  | 2  | 2  | 2  | 1  | 1  |    |    | 16     |
| Squash                |    | ●  | ●  | ●  | ●  | 2  |    | ●  | ●  | ●  | ●  | 2  | 4      |
| Tennistavolo          |    | ●  | ●  | ●  | ●  | 2  | ●  | ●  | ●  | ●  | 2  | 2  | 4      |
| Tiro a volo           |    |    | 6  | 4  | 6  | 5  | 4  | 5  | 5  | 3  | 2  |    | 40     |
| Triathlon             |    |    |    | 2  |    |    |    |    |    |    |    |    | 2      |
| Tuffi                 |    |    |    |    |    |    |    | 2  | 2  | 2  | 2  |    | 8      |
| Totale medaglie d'oro |    | 11 | 18 | 22 | 21 | 41 | 26 | 19 | 19 | 21 | 29 | 17 | 253    |
| Ceremonie             | ●  |    |    |    |    |    |    |    |    |    |    | ●  |        |
| Marzo                 | 15 | 16 | 17 | 18 | 19 | 20 | 21 | 22 | 23 | 24 | 25 | 26 | Totale |

## Medagliere
| #      | Nazione            | Oro | Argento | Bronzo | Totale |
| ------ | ------------------ | --- | ------- | ------ | ------ |
| 1      | Australia          | 84  | 69      | 68     | 221    |
| 2      | Inghilterra        | 36  | 40      | 34     | 110    |
| 3      | Canada             | 26  | 29      | 31     | 86     |
| 4      | India              | 22  | 17      | 11     | 50     |
| 5      | Sudafrica          | 12  | 13      | 13     | 38     |
| 6      | Scozia             | 11  | 7       | 11     | 29     |
| 7      | Giamaica           | 10  | 4       | 8      | 22     |
| 8      | Malaysia           | 7   | 12      | 10     | 29     |
| 9      | Nuova Zelanda      | 6   | 12      | 13     | 31     |
| 10     | Kenya              | 6   | 5       | 7      | 18     |
| 11     | Singapore          | 5   | 6       | 7      | 18     |
| 12     | Nigeria            | 4   | 6       | 7      | 17     |
| 13     | Galles             | 3   | 5       | 11     | 19     |
| 14     | Cipro              | 3   | 1       | 2      | 6      |
| 15     | Ghana              | 2   | 0       | 1      | 3      |
| 15     | Uganda             | 2   | 0       | 1      | 3      |
| 17     | Pakistan           | 1   | 3       | 1      | 5      |
| 18     | Papua Nuova Guinea | 1   | 1       | 0      | 2      |
| 19     | Isola di Man       | 1   | 0       | 1      | 2      |
| 19     | Namibia            | 1   | 0       | 1      | 2      |
| 19     | Tanzania           | 1   | 0       | 1      | 2      |
| 22     | Sri Lanka          | 1   | 0       | 0      | 1      |
| 23     | Mauritius          | 0   | 3       | 0      | 3      |
| 24     | Bahamas            | 0   | 2       | 0      | 2      |
| 24     | Irlanda del Nord   | 0   | 2       | 0      | 2      |
| 26     | Cambogia           | 0   | 1       | 2      | 3      |
| 27     | Botswana           | 0   | 1       | 1      | 2      |
| 27     | Malta              | 0   | 1       | 1      | 2      |
| 27     | Nauru              | 0   | 1       | 1      | 2      |
| 30     | Bangladesh         | 0   | 1       | 0      | 1      |
| 30     | Grecia             | 0   | 1       | 0      | 1      |
| 30     | Lesotho            | 0   | 1       | 0      | 1      |
| 33     | Trinidad e Tobago  | 0   | 0       | 3      | 3      |
| 34     | Seychelles         | 0   | 0       | 2      | 2      |
| 35     | Barbados           | 0   | 0       | 1      | 1      |
| 35     | Figi               | 0   | 0       | 1      | 1      |
| 35     | Mozambico          | 0   | 0       | 1      | 1      |
| 35     | Samoa              | 0   | 0       | 1      | 1      |
| 35     | eSwatini           | 0   | 0       | 1      | 1      |
| Totale | Totale             | 245 | 244     | 254    | 743    |

## Controversie

### Atleti dispersi
Il 20 marzo 2006 è stata annunciata la scomparsa di due atleti dal villaggio dei giochi: il pugile della Tanzania Omari Idd Kimweri e il corridore del Bangladesh Mohammad Tawhidul Islam.
Il 22 marzo 2006 è stata la volta di sette atleti della Sierra Leone (tre donne e quattro uomini). Altri sette atleti della Sierra Leone sono scomparsi durante i giochi, per un totale di 14 atleti, i due terzi della spedizione. La polizia crede che si siano rifugiati a Sydney dove la comunità di loro connazionali è più consistente rispetto a Melbourne.
Due ore prima la cerimonia di chiusura del 26 marzo, ufficiali del Camerun hanno comunicato alla polizia la scomparsa di nove partecipanti ai giochi.
Durante i Giochi di Manchester 2002 scomparvero ventuno atleti della Sierra Leone, cinque del Bangladesh e uno del Pakistan e altri ottanta casi simili si verificarono durante le Olimpiadi di Sydney.
Su richiesta della Sierra Leone, la federazione dei Giochi del Commonwealth ha cancellato gli accrediti dei fuggitivi, permettendo al Dipartimento dell'immigrazione australiano di cancellare già il 27 marzo i loro visti e cominciare ad investigare.
Alle 7:20 di quel giorno la polizia del Nuovo Galles del Sud ha rintracciato sei atleti della Sierra Leone in una casa di Harbord vicino Manly Beach. Tutti i sierraleonesi espressero la volontà di chiedere asilo politico e gli fu garantito il rinnovo dei visti in attesa del completamento della procedura relativa ai rifugiati politici. Gli atleti hanno affermato di essere stati vittima di torture e violenze, la diciassettenne Isha Conteh ha dichiarato di rischiare l'infibulazione nel caso fosse tornata nel proprio paese.
Il 28 marzo altri sei atleti dello stato africano si consegnarono alle autorità di Sydney chiedendo asilo politico. Due dei camerunensi dispersi sono stati trovati a Perth.